# 沈善昌
沈善昌，贵州贵阳人，清朝政治人物、進士出身。

## 生平
道光三十年（1850年）庚戌科進士，二甲四十八名，后事不详。